# Lepadella
Лепаделла (Lepadella) — рід коловерток, що належить до сімейства Lepadellidae. 
Рід має космополітичне поширення. 

## Галерея

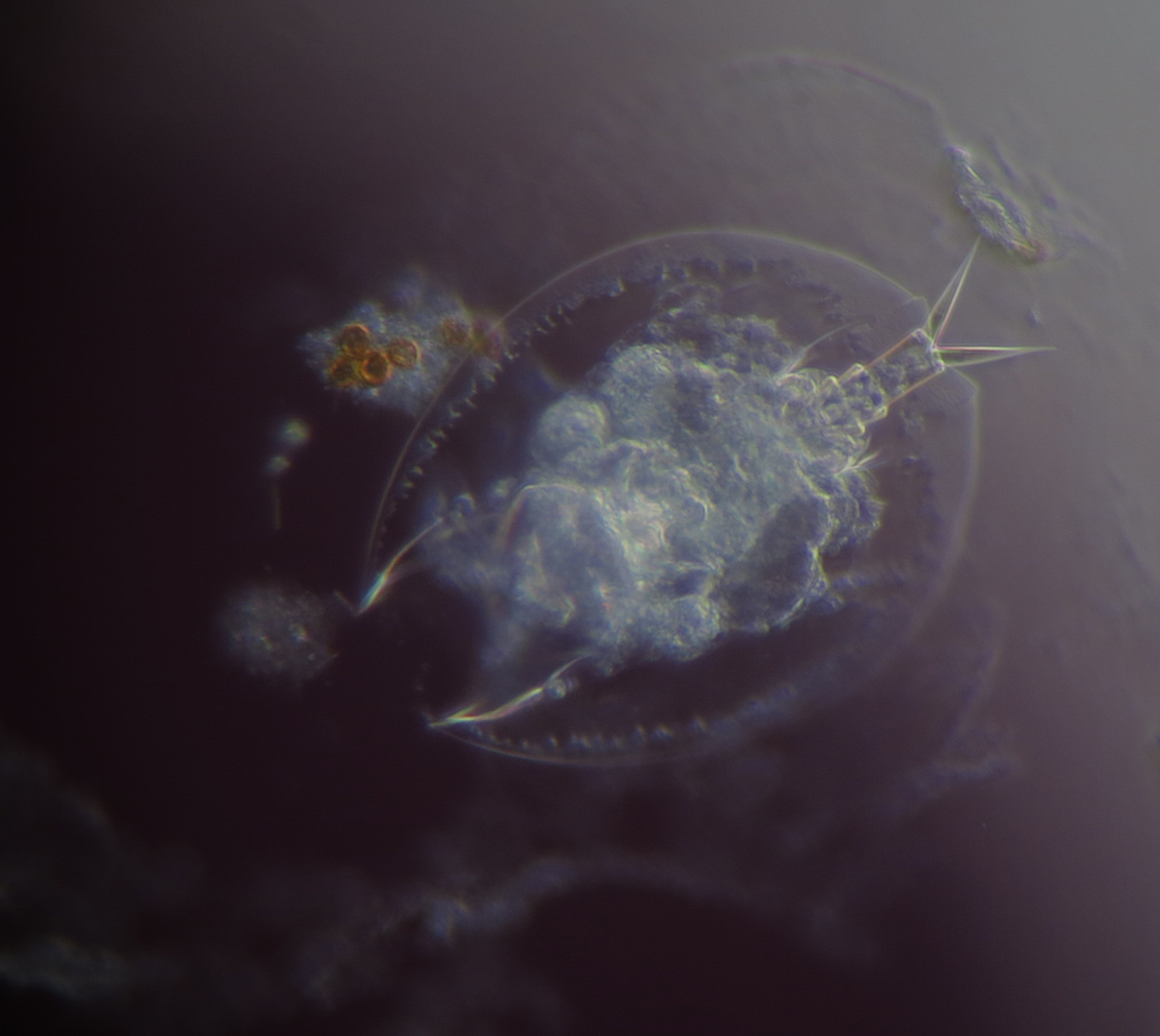